# Underwriting
Underwriting (cobertura, suscripción de seguro, aseguramiento; dado y aceptado en general después de evaluar riesgos) es el contrato celebrado entre una entidad financiera y una sociedad comercial, por medio del cual la primera se obliga a prefinanciar, en firme o no, títulos valores emitidos por la sociedad, para su posterior colocación. Su existencia se debe a la necesidad de las empresas de obtener recursos financieros y en la actualidad su utilización es cada vez más constante.
Si bien el contrato de Underwriting se caracteriza por la prefinanciación de los títulos valores, es también parte de la esencia del contrato la prestación de un servicio de asesoramiento previo a la decisión de emitir los títulos.

## Características
Podemos decir que los caracteres del contrato de Underwriting son:
- Consensual: Se perfecciona con el solo consentimiento de las partes.
- Bilateral: Nacen derechos y obligaciones para ambas partes.
- Oneroso.
- No Formal: No se requiere que el contrato sea instrumentado en su debida forma.
- Innominado: No está previsto en el ordenamiento jurídico.
- Contrato del Mercado de Capitales.

## Asesoramiento
Es muy común que dentro del contrato de Underwriting se pacte un asesoramiento a la empresa previo a la emisión de los títulos. El mismo busca asegurar el éxito de la emisión de los títulos y se hace posible gracias a la aplicación de la ingeniería financiera de especialistas del banco en la estructura empresaria. Si luego de este asesoramiento se resuelve la no emisión de los títulos, el contrato de Underwriting celebrado no tendrá el carácter de financiero sino que será una mera locación de servicios.

## Clases
Podemos encontrar contratos de Underwriting de las más diversas clases y características pero los siguientes tres son los más comunes:
- "Compromiso en Firme": La entidad financiera se obliga a suscribir la totalidad de la emisión, asumiendo el riesgo de no poder luego colocarla.
- "Stand-By": La entidad financiera asume el compromiso de suscribir una parte de la emisión, generalmente aquella que no se logre colocar en el mercado
- "A Mejor Esfuerzo": La entidad financiera no asume obligación alguna, simplemente se compromete a hacer la emisión. Hay una obligación del banco de hacer el mayor esfuerzo para colocar los títulos, pero sin la obligación de comprar ninguno él mismo.

Consensual: Se perfecciona con el solo consentimiento de las partes.
Bilateral: Nacen derechos y obligaciones para ambas partes.
Oneroso.
No Formal: No se requiere que el contrato sea instrumentado en su debida forma.
Innominado: No está previsto en el ordenamiento jurídico.
Contrato del Mercado de Capitales.